# Yoshimitsu Hiratsuka
Yoshimitsu Hiratsuka (平塚 吉光, Hiratsuka Yoshimitsu), né le 13 novembre 1988 à Numazu, est un coureur cycliste japonais.

## Palmarès
- 2008
  - 3e du championnat du Japon sur route espoirs
- 2018
  - 3e de la Sri Lanka T-Cup

## Classements mondiaux
| Année                                 | 2009 | 2010 | 2011 | 2012 | 2013 | 2014 | 2015 | 2016  | 2017  | 2018 | 2019  |
| ------------------------------------- | ---- | ---- | ---- | ---- | ---- | ---- | ---- | ----- | ----- | ---- | ----- |
| Classement mondial                    |      |      |      |      |      |      |      | 2572e | 2357e | 903e | 2202e |
| UCI Asia Tour                         | 255e | 203e | nc   | nc   | nc   | 411e | nc   | 591e  | 485e  | 109e | 209e  |
|                                       |      |      |      |      |      |      |      |       |       |      |       |
| Légende : nc = non classéSource : UCI |      |      |      |      |      |      |      |       |       |      |       |